# Lijndenia capitellata
Lijndenia capitellata är en tvåhjärtbladig växtart som först beskrevs av George Arnott Walker Arnott, och fick sitt nu gällande namn av Kåre Bremer. Lijndenia capitellata ingår i släktet Lijndenia och familjen Melastomataceae. IUCN kategoriserar arten globalt som akut hotad. Inga underarter finns listade i Catalogue of Life.